# Segundo registro nacional
Se conoce por segundo registro nacional, en el ámbito del Derecho marítimo o de la navegación, al registro público marítimo especial y administrativo, de carácter excluyente de las inscripciones practicadas en el primer registro nacional o tradicional, que tiene por objeto la inscripción de los buques y las empresas navieras que se someten a un régimen jurídico diferenciado, más ventajoso que en el tradicional.

## Concepto
Uno de los medios que los Estados emplean para evitar la fuga de los buques nacionales a otros registros, especialmente los de conveniencia, con la consiguiente disminución del tonelaje, es la creación de un segundo registro nacional que, por lo general, ofrece condiciones extraordinariamente parecidas a las de los pabellones de conveniencia, es decir: leyes laborales, económicas y fiscales propias de un paraíso fiscal y un casi inexistente control en el cumplimiento de la Ley y los convenios internacionales marítimos. De esta manera conviven en un mismo Estado dos registros, el tradicional y el especial, cuyas inscripciones son recíprocamente excluyentes al implicar regímenes jurídicos diferenciados.
Ejemplos de segundos registros nacionales se encuentran en numerosos países europeos como Reino Unido (en las Islas del Canal), Francia (Islas Kerguelen), Dinamarca, Noruega y Alemania.
España no es ajena a este fenómeno y, desde 1992, año en el que entró en vigor la Ley 27/1992, de 24 de noviembre, de Puertos del Estado y de la Marina Mercante (actualmente derogada) cuenta con un segundo registro nacional o «registro especial» que reproduce, de manera aproximada, las condiciones reguladas en el resto de los registros especiales europeos. Sin embargo, al estar aún pendiente de desarrollo reglamentario, los incentivos fiscales y otras medidas como las referidas a los buques pesqueros, no es aún lo suficientemente atractivo ni ofrece las condiciones precisas para la recuperación del tonelaje.
En el Derecho español vigente, la disposición adicional decimosexta del Texto Refundido de la Ley de Puertos del Estado y de la Marina Mercante, aprobado por el Real Decreto Legislativo 2/2011, de 5 de septiembre, establece el Registro Especial de Buques y Empresas Navieras, situado en el territorio de la comunidad autónoma de Canarias («REBECA»), el cual ofrece incentivos fiscales y sociales a los buques que cumplan con los requisitos para su inscripción.